# Silete venti

Silete venti (HWV 242) est un motet en si bémol majeur sur un texte en latin, composé par Georg Friedrich Haendel.

## Historique
Les circonstances de la composition de ce motet sont des plus obscures, à commencer par le lieu (probablement en Italie, mais Londres est aussi évoqué) et la date pour laquelle les musicologues évoquent des années aussi éloignées que 1706 et 1728 ou 1729,.
L'œuvre partage des thèmes musicaux avec plusieurs autres compositions de Haendel : une sonate de l'Opus 2, l'oratorio Esther, un des Chandos Anthems et le second des Concertos pour orgue de l'opus 4 : aucun de ces rapprochements ne semble probant car on ne sait pas dans quel sens se font ces emprunts.
Pour Labie, le motet date de 1707, donc pendant le premier séjour de Haendel en Italie, concédant que peut-être il pourrait dater du séjour romain de 1729, hypothèse (fondée sur une analogie avec une œuvre de Quantz, né en 1697) qui lui semble à écarter. Lang signale que certains le datent de la période de Cannons, chez le duc de Chandos, à l'orée des années 1720. Gallois est plus affirmatif, selon qui le motet daterait du passage à Rome en 1729 et dont le texte aurait été fourni à Haendel par le cardinal Carlo Colonna - mécène qu'il avait déjà pratiqué à Rome plus de vingt ans auparavant. Quant à Winton Dean, il reprend la date de 1729 en précisant « ? écrit pour une visite à Venise ». Pour résumer : on ne sait pas le dater ...

## Structure musicale
Le motet comprend cinq mouvements. L'interprétation nécessite une voix de soprano virtuose très aguerrie.
Le premier mouvement commence à la façon d'une ouverture à la française dont le théme est celui du début du premier mouvement (A tempo ordinario e staccato) du deuxième concerto pour orgue de l'opus 4.

## Le texte
Silete venti, nolite murmurare frondes,
qui anima mea dulcedine requiescit.
Dulcis amor, Jesu care,
quis non cupit te amare ?
Veni, transfige me !
Si tu feris, non sunt clades :
tuae plagae sunt suaves,
quia totus vivo in te.
O fortunata anima !
O jucundissimus triumphus !
O felicissima laetitia !
Date serta, date flores ;
me coronent vestri honores ;
date palmas nobiles.
Surgant venti
et beatae spirent almae fortunatae
auras coeli fulgidas.
Alleluja.

## Discographie
- Coronation Anthems, Silete venti - Tallis Chamber Choir & Royal Academy Consort, dir. Jeremy Summerly - Naxos 2002 (OCLC 1044240088)